# Milchautomat

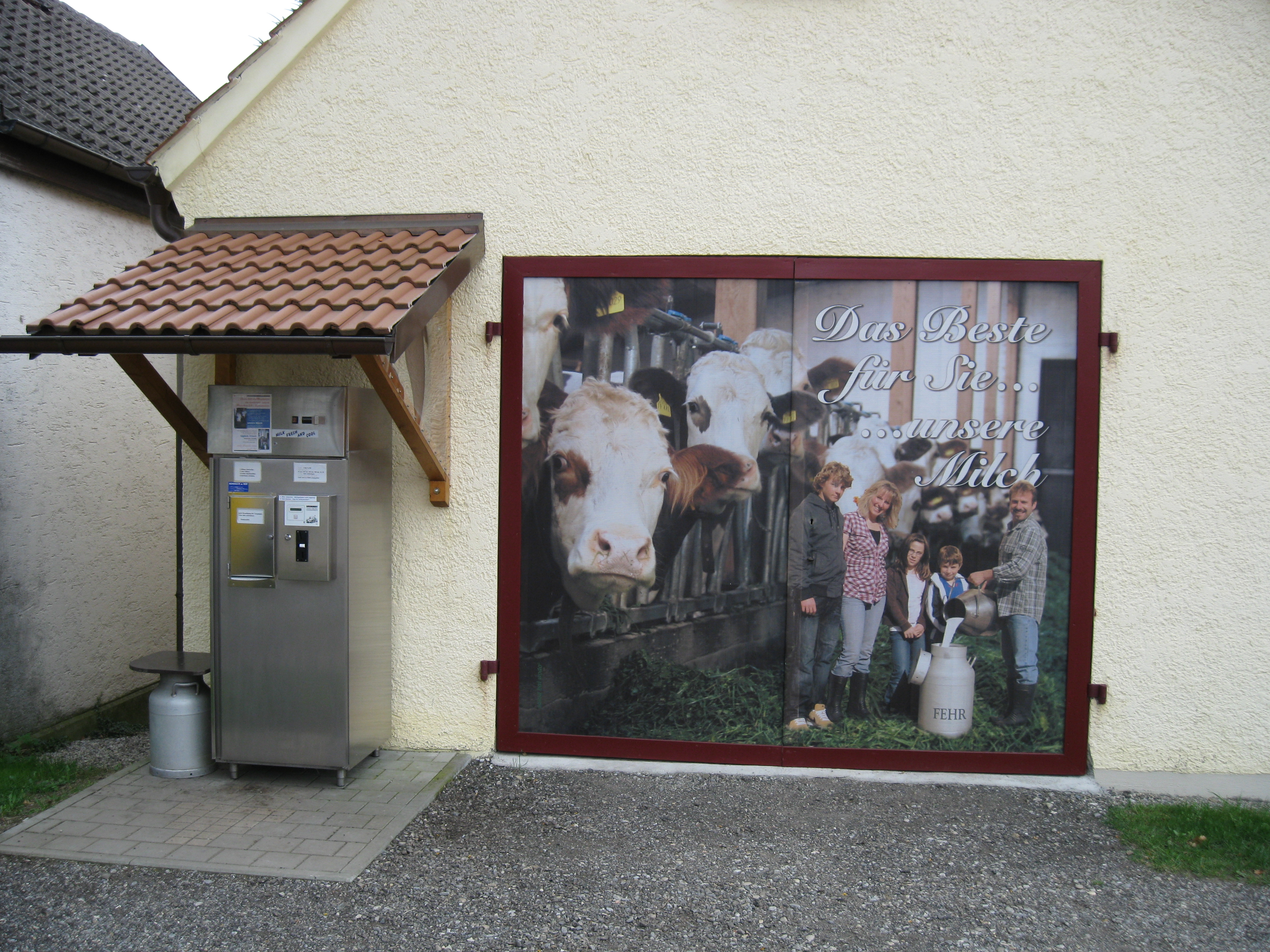
„Milchtankstelle“ in Tannheim (Württemberg)

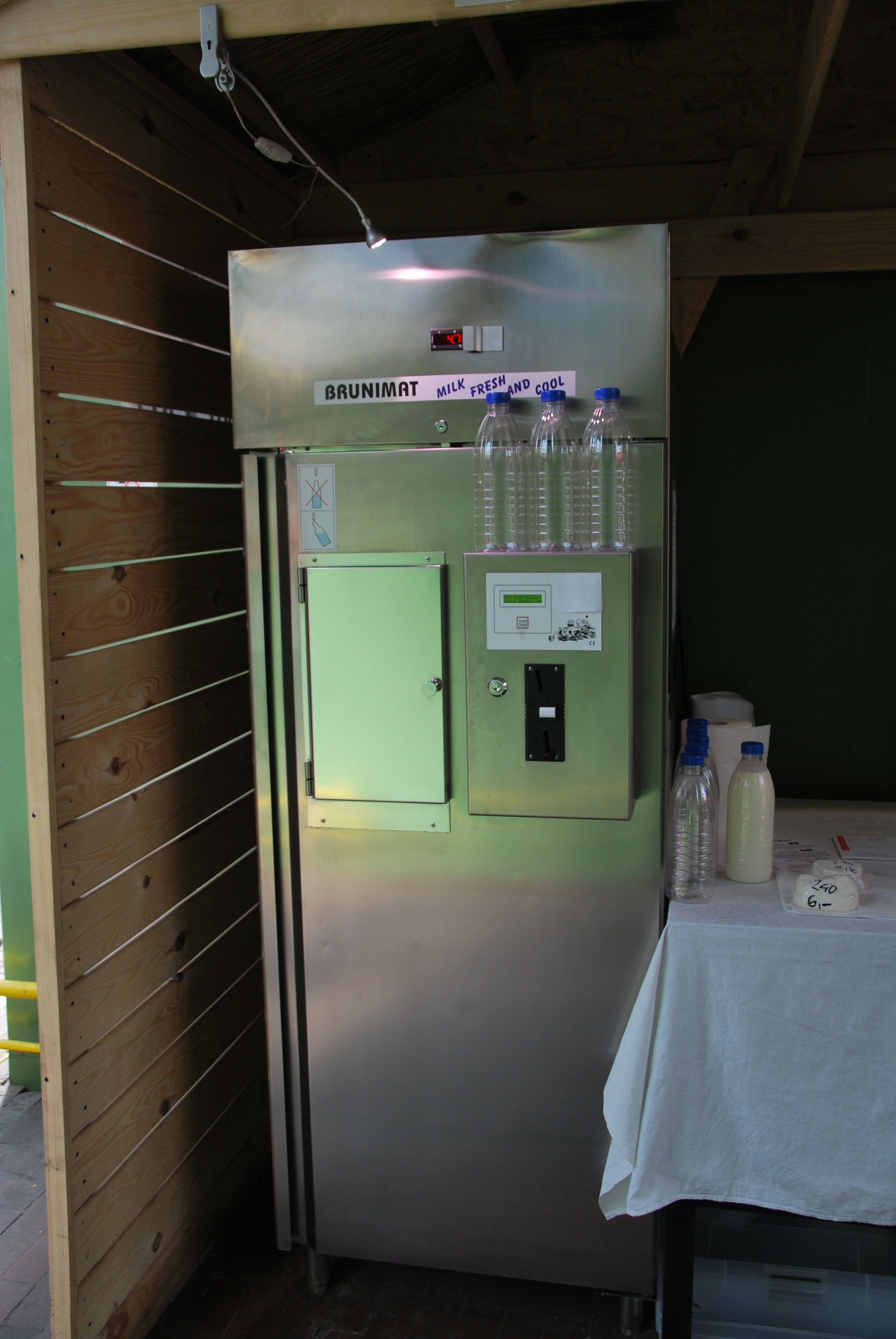
„Milchautomat“, 2011 in der Direktvermarktung in Polen

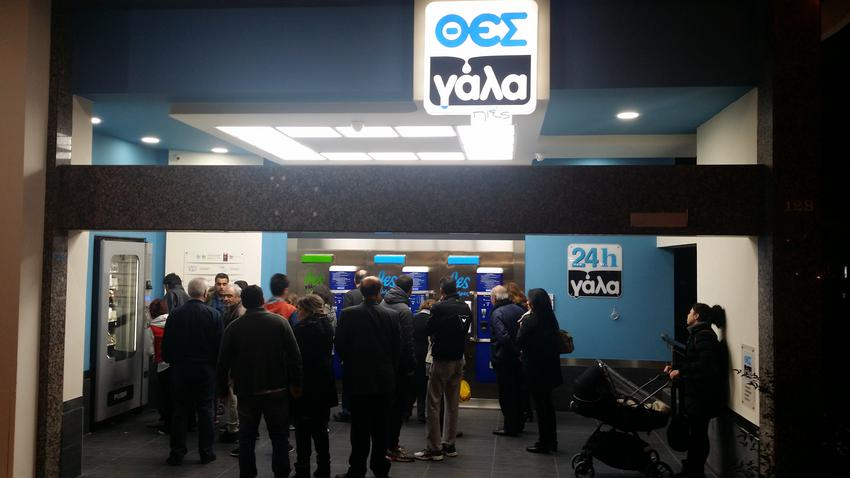
Milchautomaten von DF Italia in Athen Griechenland

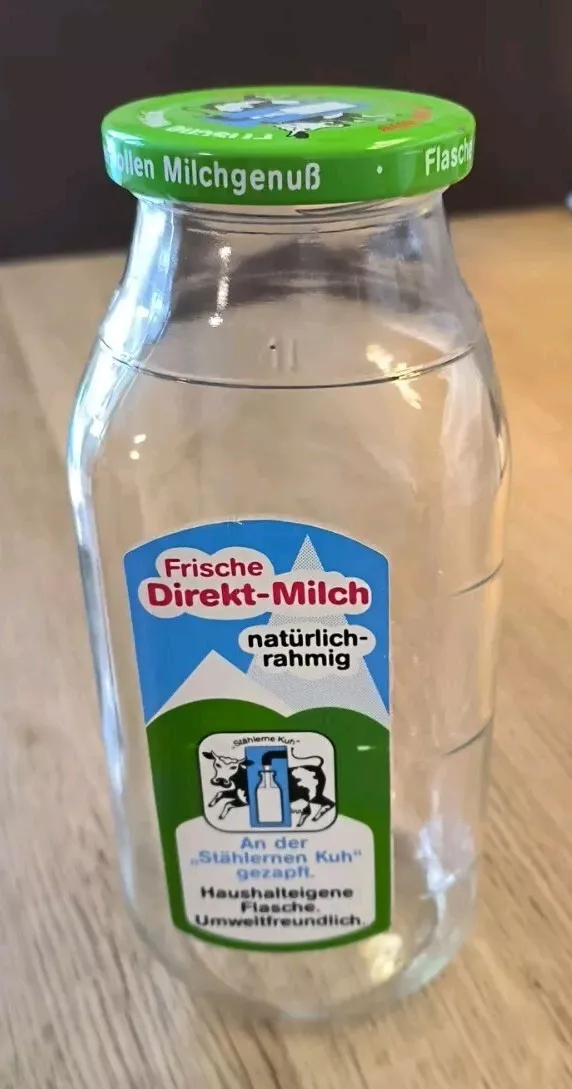
In den 80er Jahren wurden in Deutschland solche 1L-Flaschen zum Abfüllen von Frischmilch im Supermarkt an der sogenannten „Stählernen Kuh“ benutzt. Erst viele Jahre nachdem dieses System aus dem Bewusstsein verschwunden ist, haben sich langsam die heutigen Milchtankstellen etabliert.

Milchautomat oder Milchtankstelle bezeichnet einen Abfüllautomaten für Milch zum Verkauf an private Verbraucher. Der Automat gibt keine abgepackte Milch ab, sondern der Kunde zapft die Milch selbst in mitgebrachte oder bereitgestellte Gefäße. Gelegentlich sind auch Begriffe wie Milchstation, Milchbox oder stählerne Kuh für diese Abfüllautomaten im Gebrauch.

## Milchautomaten im Lebensmitteleinzelhandel
Milchautomaten wurden seit Ende der 1970er Jahre in SB-Lebensmittelmärkten aufgestellt. Die Kunden konnten Milch in mitgebrachte oder vor Ort in einem Pfandsystem bereitgestellte Flaschen oder Milchkannen abfüllen. Das System sollte Verpackungsmaterial reduzieren, indem die Milchbehälter mehrfach verwendet werden konnten. Milchautomaten in Lebensmittelmärkten setzten sich aber nicht durch, und die Geräte verschwanden wieder aus den Märkten.

## Milchtankstellen in der Direktvermarktung ab Hof
Seit 2012 setzen Milchbauern Milchverkaufsautomaten zur Direktvermarktung von Rohmilch ab Hof ein. Solche Milchtankstellen geben Milch nach Geldeinwurf an den Kunden ab. 
Für den Ab-Hof-Verkauf von Rohmilch gelten besondere Anforderungen. Es darf nur Rohmilch vom selben oder vom vorherigen Tag verkauft werden, und die Milch muss auf dem Hof selbst produziert worden sein. Die Kunden müssen darauf hingewiesen werden, dass es sich um Rohmilch handelt, die vor dem Verzehr erhitzt werden muss. Außerdem müssen die Räume und Gerätschaften bestimmten Hygienestandards genügen.

## Milchautomaten in der Direktvermarktung in Städten
In den letzten Jahren werden auch vermehrt Milchverkaufsautomaten in Großstädten aufgebaut. Große Anlagen mit einem Fassungsvolumen von 1.800 Litern entstanden z. B. in Athen.

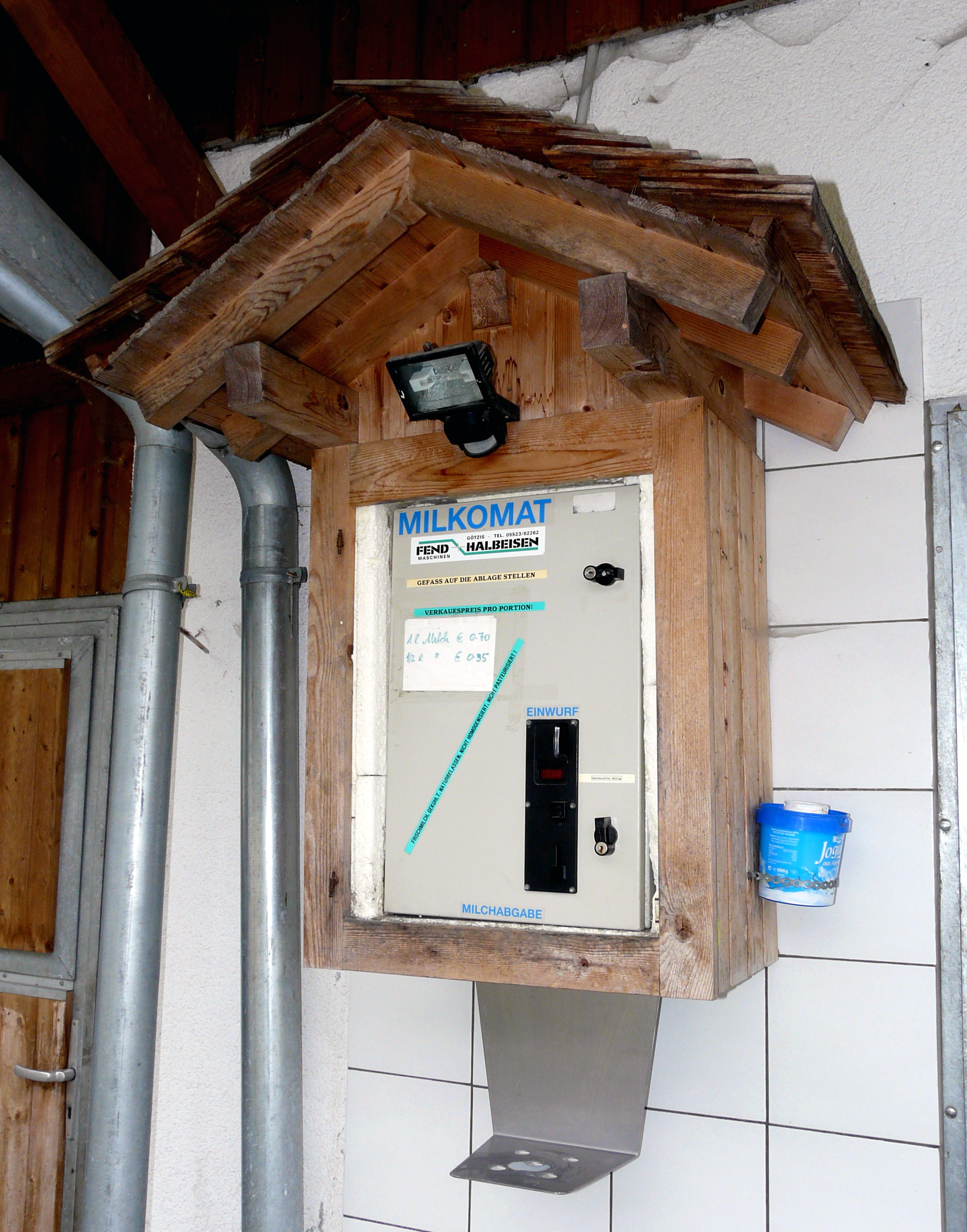
„Milkomat“ in Österreich

Ziel ist es, die Wege zwischen Verkaufsstelle und Kunden so kurz wie möglich zu halten. Um Milch außerhalb der Stadt verkaufen zu können, müssen die Landwirte ihre Milch vorher pasteurisieren, da der Verkauf von Rohmilch in den meisten EU-Ländern nur auf dem Hof selbst erlaubt ist.

## Technik
Die Automaten sind entweder mit einer Schlauchleitung direkt mit der Milchkammer verbunden, oder der Landwirt stellt mit Rührwerk versehene Milchkannen mit 50 bis 150 Liter Füllmenge in den Automaten ein. Im Automaten wird die Milch gekühlt und gerührt, um das Aufrahmen zu verhindern.
Milchautomaten werden von verschiedenen Herstellern angeboten, z. B. der Brunimat der gleichnamigen schweizerischen Firma. Weitere Hersteller von Milchautomaten sind die Firmen Risto und Elmer Präzisionstechnik.
In Deutschland müssen die Automaten geeicht sein. Dafür müssen sie der europäischen Messgeräterichtlinie 2014/32/EU entsprechen. Dies muss in der Konformitätserklärung des Herstellers vermerkt sein.
Als Erfinder der Milchautomaten gilt der Molkerei-Geschäftsführer Arnold Stadler († 2009), der 1987 ein Patent auf eine verbesserte Milch-Selbstzapfanlage erhielt. In diesem Patent wird jedoch auf ein früheres Patent von Peter Agena über eine derartige Milchabfüllanlage Bezug genommen.